# 和泉洋人
和泉 洋人（いずみ ひろと、1953年5月18日 - ）は、日本の建設官僚。学位は、博士（工学）（東京大学、2001年）。東京大学大学院工学系研究科建築学専攻教授。
内閣官房都市再生本部事務局次長、国土交通省大臣官房審議官（住宅局担当）、国土交通省住宅局長、内閣官房地域活性化統合事務局長、内閣官房参与（国家戦略担当）、内閣総理大臣補佐官（国土強靭化及び復興等の社会資本整備並びに地域活性化担当）、内閣総理大臣補佐官（国土強靭化及び復興等の社会資本整備、地域活性化並びに健康・医療に関する成長戦略担当）、内閣総理大臣補佐官（国土強靱化及び復興等の社会資本整備、地方創生並びに健康・医療に関する成長戦略担当）などを歴任した。

## 来歴

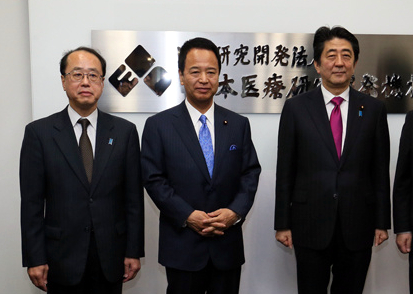
2015年4月3日、内閣総理大臣安倍晋三（右）、内閣府特命担当大臣（経済財政政策）甘利明（中央）と

神奈川県横浜市出身の建設官僚である。東京大学工学部都市工学科を卒業し、建設省に入省した。高崎市役所へ出向を経て、建設省にて建設省住宅局住宅生産課長などを務めた。中央省庁再編後は国土交通省に所属し、国土交通省住宅局住宅総合整備課長を経て、内閣官房に出向し都市再生本部事務局次長を務めた。国土交通省に戻ると、大臣官房審議官を経て住宅局長に就任した。その後、再び内閣官房に出向して地域活性化統合事務局長を務め、それを最後に2012年9月、国土交通省を退官した。後任の地域活性化統合事務局長には建設省入省同期の加藤利男都市局長が就いた。
同年10月、民主党・野田政権時代に内閣官房参与として官邸入りをした。
そのまま安倍首相が留任（2017年7月10日の国会で菅官房長官の発言）させる。安倍政権発足後は内閣官房参与（国家戦略担当）を経て、内閣総理大臣補佐官（国土強靭化及び復興等の社会資本整備並びに地域活性化担当）となるなど、閣内の要職を歴任した。その後、内閣総理大臣補佐官（国土強靭化及び復興等の社会資本整備、地域活性化並びに健康・医療に関する成長戦略担当）を経て、内閣総理大臣補佐官（国土強靱化及び復興等の社会資本整備、地方創生、健康・医療に関する成長戦略並びに科学技術イノベーション政策その他特命事項担当）となった。
2020年9月16日に発足した菅義偉内閣でも内閣総理大臣補佐官として再任。
2021年10月4日、岸田内閣発足に伴い内閣総理大臣補佐官を退任。
2021年12月24日、2022年1月1日付で大阪府、大阪市の特別顧問に就任することが発表された。

## 人物像

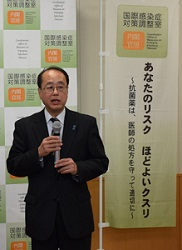
2016年11月29日、「薬剤耐性へらそう!」応援大使委嘱式にて

- 1953年 神奈川県横浜市生まれ[5]。
その後、栄光学園中学校・高等学校卒業[6]。在学中バスケットボール部主将[7]。
- 1976年3月 東京大学工学部都市工学科卒業[5]。
  - 4月 建設省入省[5]。
- 1986年 高崎市役所都市計画部長[5]。
- 1998年 建設省住宅局住宅生産課長[5]。
- 2001年1月 国土交通省住宅局住宅総合整備課長[5]。
  - 4月 博士（工学）取得（東京大学）[5]。
- 2002年4月 慶應義塾大学理工学部特別研究教授[8]。
  - 7月 内閣官房都市再生本部事務局次長[5]。
- 2004年 国土交通省大臣官房審議官（住宅局担当）[5]。
- 2006年 政策研究大学院大学客員教授[8]。
- 2007年 国土交通省住宅局長[5]。
- 2008年 慶應義塾大学大学院システムデザイン・マネージメント研究科特別招聘教授[5]。
- 2009年 内閣官房地域活性化統合事務局長[5]。
- 2012年9月11日 内閣審議官兼地域活性化統合事務局長を辞職し[9]、国土交通省を退官[5]。
  - 10月1日 内閣官房参与（国家戦略担当）[5]。
- 2013年1月21日 第2次安倍内閣内閣総理大臣補佐官（国土強靭化及び復興等の社会資本整備並びに地域活性化担当）[5]。
  - 2月22日第2次安倍内閣内閣総理大臣補佐官（国土強靭化及び復興等の社会資本整備並びに地域活性化並びに健康・医療に関する成長戦略担当）
内閣官房健康・医療戦略室室長
- 2020年9月16日 菅内閣内閣総理大臣補佐官 (国土強靭化及び復興等の社会資本整備、地方創生、健康・医療に関する成長戦略並びに科学技術イノベーション政策その他特命事項担当)。
- 2020年10月 日本建築センター顧問
- 2021年11月 住宅産業団体連合会特別顧問
- 2022年1月1日 国際協力銀行シニアアドバイザー、大阪府特別顧問・大阪市特別顧問
- 2023年 弁護士法人瓜生・糸賀法律事務所顧問[10]

## 発言

### 2021年横浜市長選挙
- ゼネコン各社はもともと現職の林文子を担ぎIR誘致を進めてきた立場にあるため、小此木八郎陣営にとっては切り崩しが必要であった。7月後半以降、元国交官僚の和泉は、鹿島建設の押味至一会長はじめ大手ゼネコンのトップに直接電話し、小此木支援を要請した[11]。和泉は「取引先にも周知してほしい。従わなければ今後、国内どころか、海外の事業にも影響が出るだろう」と協力を迫り、これを「脅しの電話だ」ととらえる経営者もいた[12]。

## 著書
- 和泉洋人著『容積率緩和型都市計画論』信山社出版、2002年3月
- 村上周三・和泉洋人・野城智也・安藤尚一・長谷川貴彦著『サスティナブル建築と政策デザイン』慶應義塾大学出版会、2002年5月
- 村上周三・北川良和監著、吉田和夫・和泉洋人・隈研吾・栗田治・野口裕久・三田彰・岸本達也著『サステナブル生命建築』共立出版、2006年2月[13]
- 原田昇監修、和泉洋人・城所哲夫・瀬田史彦編著『東大まちづくり大学院シリーズ サステイナブル都市の輸出 - 戦略と展望』学芸出版社、2017年3月